# Ann W. Richards Congress Avenue Bridge
Le Ann W. Richards Congress Avenue Bridge (anciennement connu comme le Congress Avenue Bridge) traverse lac Lady Bird à Austin, au Texas. Avant 1960 et la construction du barrage de Longhorn, le pont traversait le Colorado.
Le pont porte depuis 2006 le nom d'Ann Richards, le 45e gouverneur du Texas.
Le pont est connu comme ayant une très importante colonie de chauve-souris.

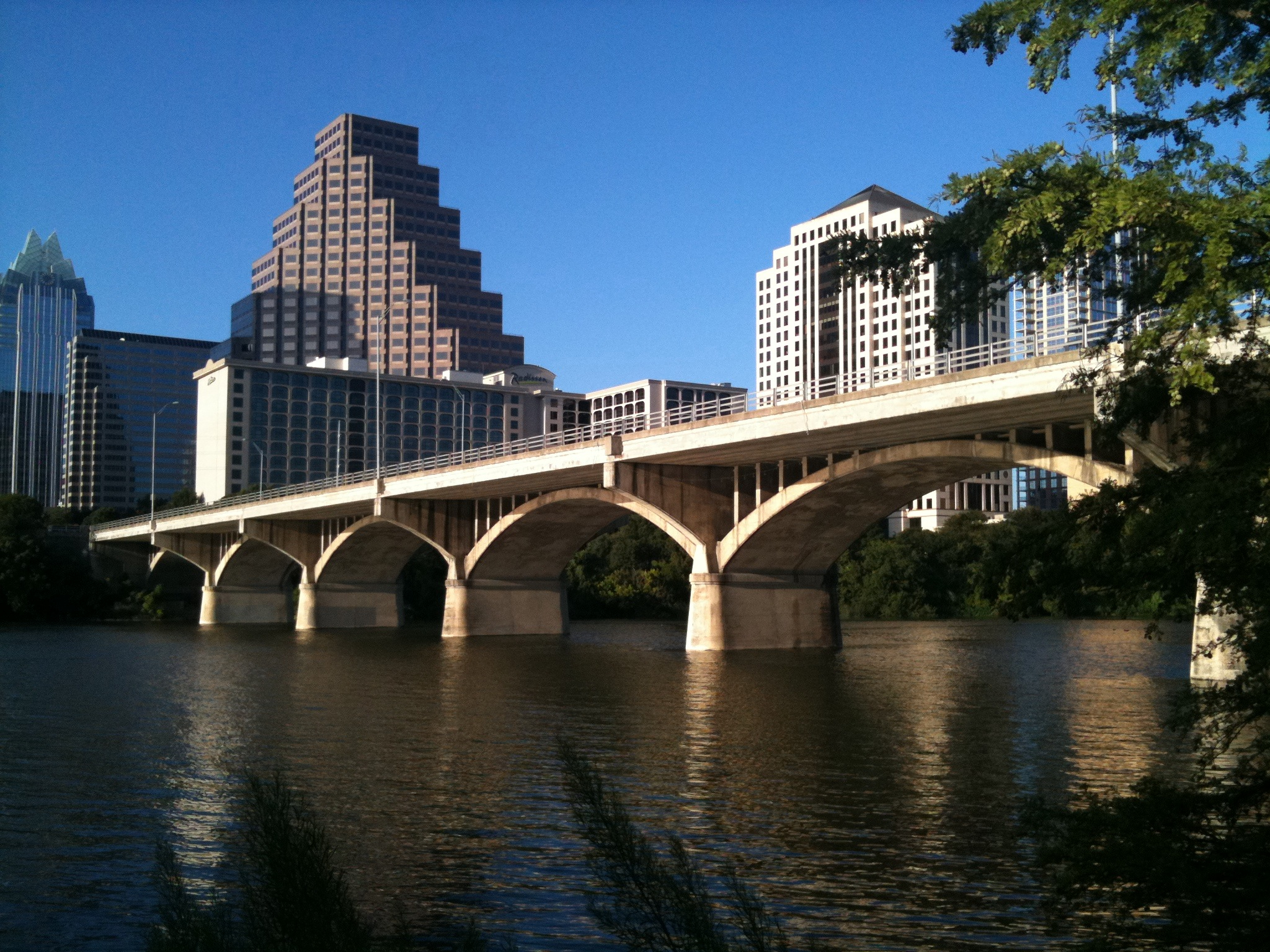
Ann W. Richards Congress Avenue Bridge.

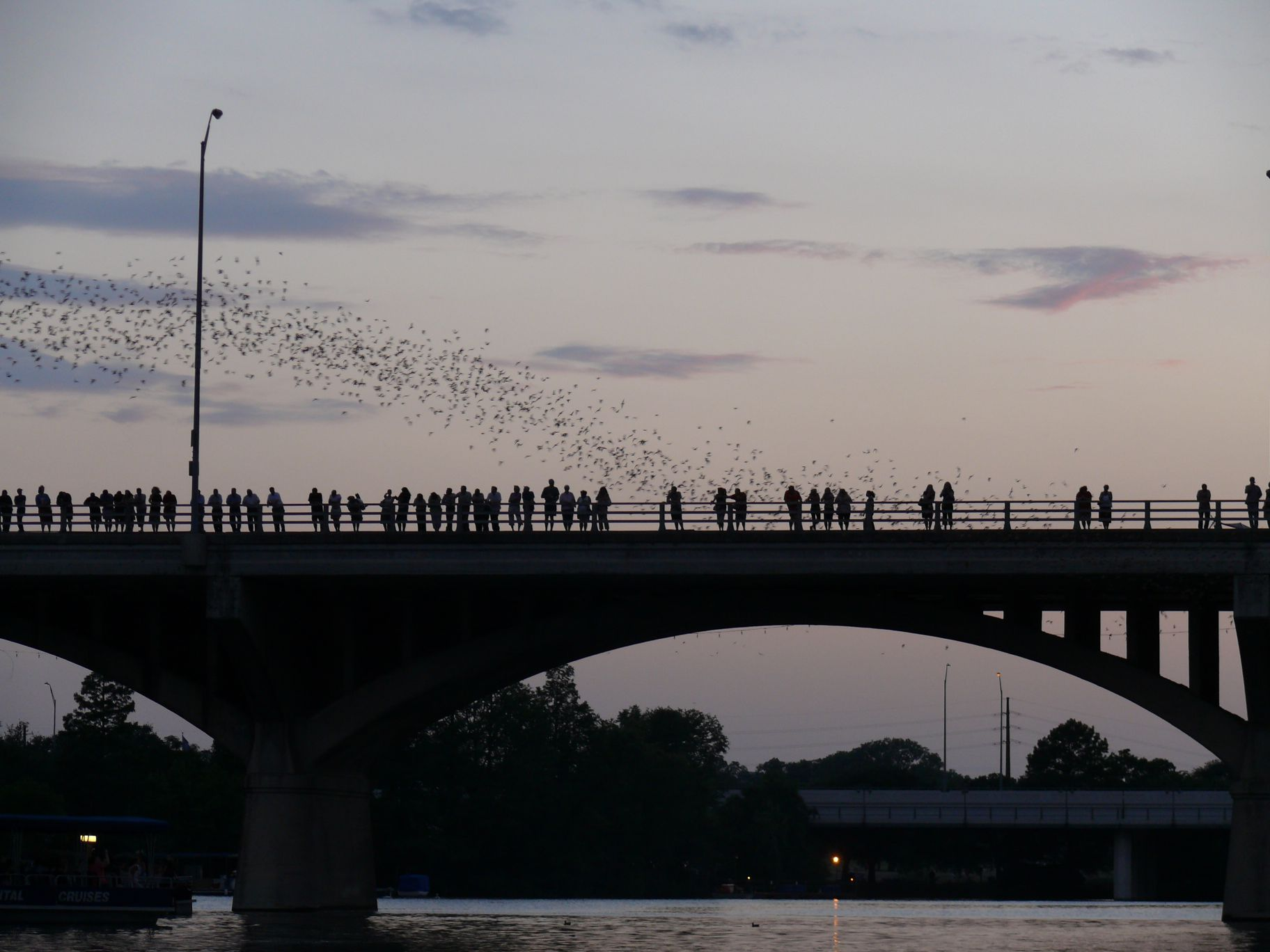
Chauve-souris.